# Consolea moniliformis
Espèce
Statut de conservation UICN

 LC  : Préoccupation mineure

Vue de la plante.

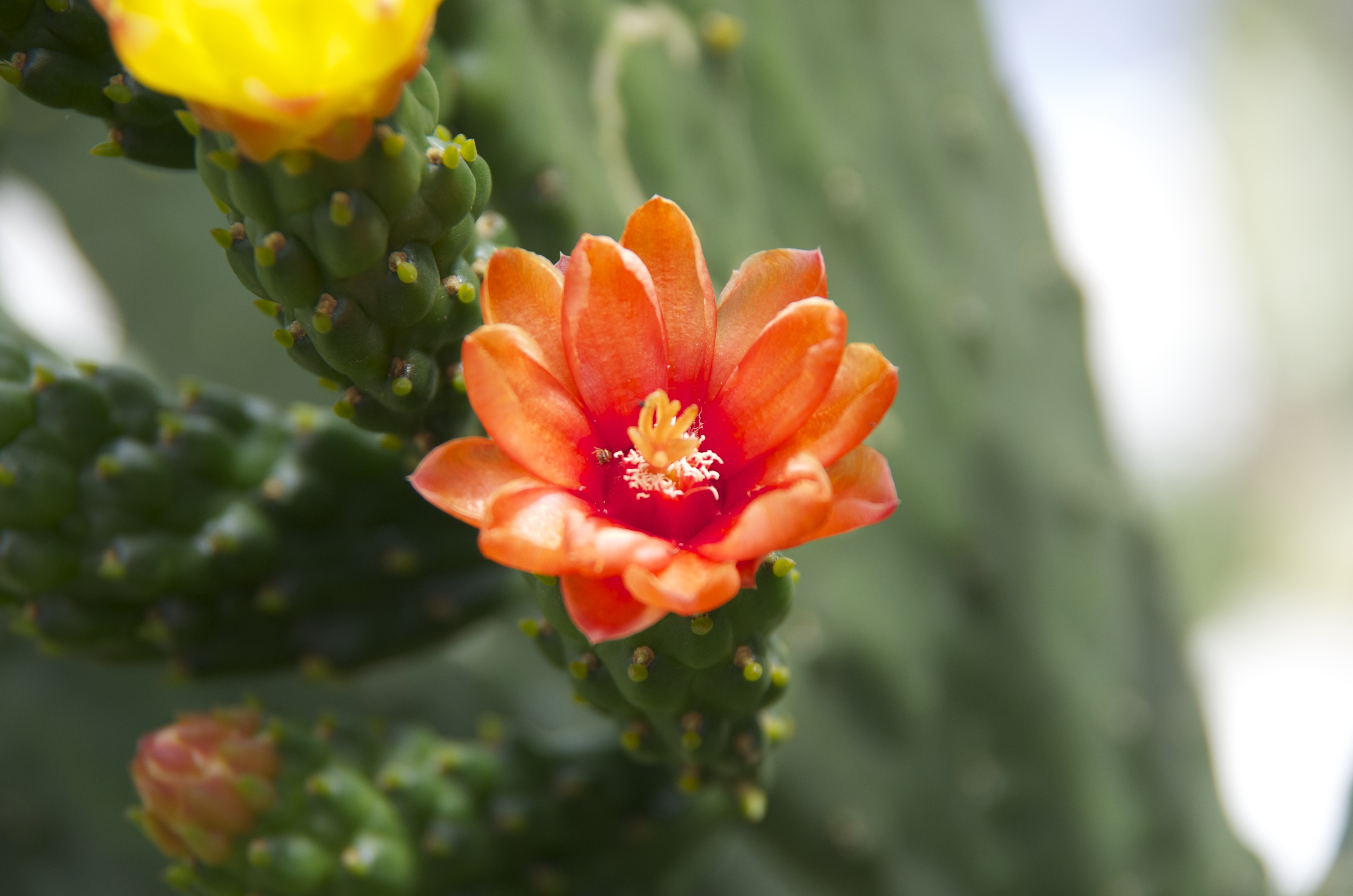
Fleur.

Consolea moniliformis est une espèce de plantes à fleurs de la famille Cactaceae.

## Distribution et habitat
C'est un cactus originaire des Antilles. Il est également possible de la trouver à Cuba ou en République Dominicaine, Haïti et Porto Rico dans l'ile des Singes, Culebra et Desecheo. Elle peut se trouver à une altitude depuis le niveau de la mer, jusqu'à environ 50 mètres.

## Description
Consolea falcata grandit sous la forme d'un arbre dont la partie supérieure est richement ramifiée et peut atteindre une hauteur de 4 mètres. Le tronc s’aplatit légèrement vers la pointe. Elle est recouverte de grosses épines, pointues, jaunes ou grises qui peuvent mesurer jusqu'à 12 cm de long. Les portions de la coupe sont longues en forme de faucille de 30 cm de long et 13 cm de large. Les glochides sont de couleur marron. Initialement, on peut voir de 3 à 6 épines mais celles-ci peuvent manquer. Elles sont de couleur jaunâtre et peuvent atteindre 8 mm de long. Les fleurs sont entre le jaune et l'orange, ouvertes elles peuvent faire jusqu'à 5 cm de long et ont un diamètre de 2,5 cm. Les fruits sont longs et ovales et peuvent atteindre une longueur de 6 cm.

## Taxonomie
Consolea moniliformis a été décrite par (L.) A.berger et publiée en Die Entwicklungslinien der Kakteen 94. 1926.
Étymologie
Consolea: Nom générique attribué en honneur à Michelangelo Console, un inspecteur du Jardin botanique de Palerme.
moniliformis: Épithète latin qui signifie "en forme de collier".
Synonymie
- Airampoa panellana (Backeb.) Doweld
- Cactus ferox Willd.
- Cactus moniliformis L. basionyme
- Cactus moniliformis Lam.
- Cereus moniliformis (L.) DC.
- Consolea ferox (Willd.) Lem.
- Consolea microcarpa E.f.anderson
- Consolea moniliformis subsp. guantanamana Areces
- Consolea picardae (Urb.) Areces
- Nopalea moniliformis (L.) K. Schum.
- Opuntia armata var. panellana Backeb.
- Opuntia microcarpa K. Schum.
- Opuntia moniliformis (L.) Haw. Ex Steud.
- Opuntia moniliformis F. guantanamana (Areces) Govaerts
- Opuntia panellana (Backeb.) Backeb.
- Opuntia picardae Urb[2].